# NGC 5618
NGC 5618 (również PGC 51603 lub UGC 9250) – galaktyka spiralna z poprzeczką (SBc), znajdująca się w gwiazdozbiorze Panny. Odkrył ją William Herschel 23 marca 1789 roku. Jest to galaktyka z aktywnym jądrem typu LINER.